# Marianne Hagan
Marianne Hagan (New York, 8 december 1966) is een Amerikaanse actrice en auteur.

## Biografie
Hagan werd geboren in New York en groeide op in Pocantico Hills in een gezin met drie zussen, en is van Ierse, Schotse, Italiaanse en Belgische komaf. Zij heeft gestudeerd aan de Duke University in Durham en slaagde cum laude met een bachelor of arts in politicologie. Hierna werd zij aangenomen aan de Columbia School of Journalism, maar stelde dit uit om haar carrière van actrice in te luiden. 
Hagan begon in 1990 met acteren in de televisieserie Who's the Boss?. Naast het acteren voor televisie is zij ook actief in lokale theaters. 
Hagan is ook actief als auteur, zo schreef zij het boek Victoria Hagan: Interior Portraits wat in 2010 uitkwam. Tevens is zij actief als journaliste, zo schreef zij artikelen voor de kunst en cultuur magazine BlackBook en Room 100. 
Hagan is in 2005 getrouwd en is later van weer gescheiden.

## Filmografie

### Films
Uitgezonderd korte films.
- 2018 We Only Know So Much - als vrouw
- 2015 Naomi and Ely's No Kiss List - als moeder Susan
- 2012 Last Kind Words – als Ida
- 2011 BreadCrumbs – als Angie Hart
- 2010 Stake Land – als Dr. Foley
- 2006 Feel – als barkeeper
- 2006 Dead Calling – als Sharon Falkmen
- 2003 Rick – als Laura
- 2001 Dinner and a Movie – als Katie Semelhack
- 2001 Perfume – als verkoopmanager
- 1999 Pigeonholed – als verpleegster Helen
- 1997 I Think I Do – als Sarah
- 1996 The Gail O'Grady Project – als Packard
- 1995 Halloween 6: The Curse of Michael Myers – als Kara Strode

### Televisieseries
Uitgezonderd eenmalige gastrollen.
- 2003 Third Watch – als Linda – 2 afl.